# Levitron
Il Levitron è un dispositivo meccanico sviluppato e distribuito in commercio da W. Hones. Esso è formato da un magnete a forma di trottola, che può essere sollevato in modo da fluttuare nell’aria; ondeggia per alcuni minuti intorno ad un punto di equilibrio ubicato al di sopra di una pesante base contenente una lastra di ceramica magnetizzata.

## Storia
Per molti secoli la scienza ha ritenuto impossibile la levitazione.
Durante il XVIII e il XIX secolo alcuni scienziati pensavano che i problemi di base potessero essere superati usando i magneti; tuttavia, il Reverendo Samuel Earnshaw dichiarò nel 1842 che la levitazione realizzata usando dei semplici magneti era impossibile (con gli elettromagneti, invece, la levitazione era sicuramente possibile). L'affermazione di Earnshaw divenne nota come il Teorema di Earnshaw, il quale venne dato per buono fino alla fine del XX secolo.
Nel 1980 uno scienziato dilettante americano,  R. M. Harrigan creò un dispositivo che sembrò contraddire il Teorema di Earnshaw, permettendo una reale levitazione utilizzando semplici magneti.
La sua idea fu brevettata e commercializzata sotto il nome di “Levitron” nel 1983 da altri due americani: i fratelli Bill ed Edward Hones.

## Il funzionamento di Levitron

### Spiegazione generale
La forza antigravitazionale che respinge la trottola dalla piattaforma è il magnetismo.
La trottola e la pesante lastra contenuta nel sostegno sono magnetizzate in maniera opposta: la base è un magnete con il polo nord rivolto verso l'alto e la trottola è un magnete con il polo nord rivolto verso il basso.
Il principio è che due poli uguali (per esempio, due nord) si respingono, e due poli opposti si attraggono, con forze direttamente proporzionali alla vicinanza degli stessi.
Sulla trottola sono presenti quattro vettori magnetici. Sul polo nord della trottola vi è una repulsione dal nord della base e una attrazione dal sud, mentre sul suo polo sud vi sono un’attrazione dal nord della base e una repulsione dal sud della base. Poiché la direzione delle forze è determinata dalla distanza, prevale la repulsione nord-nord e la trottola è magneticamente respinta. Quindi la trottola resta sospesa per aria nello stesso punto in cui questa repulsione verso l'alto bilancia la forza di gravità, orientata verso il basso, cioè nel punto di equilibrio dove la forza totale è zero.

#### La rotazione di Levitron
La trottola ha la necessità di girare per evitare il ribaltamento. Oltre a far agire una forza sulla trottola nel suo insieme, il campo magnetico della base imprime infatti una forza di torsione sul suo asse di rotazione. Se la trottola non ruotasse, questa forza di torsione magnetica sposterebbe l'asse di rotazione e la capovolgerebbe; a quel punto il polo sud della trottala si orienterebbe verso il basso: la forza dalla base diverrebbe di attrazione, cioè nella stessa direzione della forza di gravità, e la trottola cadrebbe. Quando la trottola sta girando, la forza di torsione agisce in maniera giroscopica e l’asse non si ribalta, ma si limita a ruotare attorno alla direzione del campo magnetico. Questa rotazione è chiamata precessione. 
Nel caso di Levitron, l'asse è sostanzialmente verticale e la precessione è percepibile per mezzo di una vibrazione che diventa sempre più evidente quando la trottola tende al basso. Questa capacità della rotazione nello stabilizzare una trottola sostenuta magneticamente è stata scoperta da Roy M. Harrigan.
Il motivo per il quale la trottola rimane sospesa e non scivola lateralmente non è dovuto esclusivamente all’equilibrio, ma anche alla sua posizione, tanto che un leggero dislocamento orizzontale o verticale potrebbe consentire la creazione di una forza in grado di spostare la trottola dal punto di equilibrio.
Per Levitron, lo stato di equilibrio è difficile da raggiungere. 
Esso è reso possibile dal fatto che, se la trottola si muove lateralmente, il campo magnetico della base, attorno al quale l’asse della trottola ruota, muta leggermente dalla posizione verticale. Se la trottola ruotasse scrupolosamente in verticale, la fisica del campo magnetico farebbe perdere lo stato di equilibrio, in conformità al teorema di Earnshaw. Se, infatti, si dispone la trottola al di sopra della base, essa non rimarrà in aria, ma si capovolgerà in modo che i due poli opposti (della trottola e della base) vengano a contatto.

#### L'importanza del peso di Levitron
Il peso della trottola è di fondamentale importanza.
La forza di magnetizzazione della base e della trottola stabiliscono l'altezza di equilibrio in cui il magnetismo bilancia la forza di gravità. Questa altezza deve essere compresa nella fascia di stabilità.
La magnetizzazione della base e della trottola possono essere alterate da leggere variazioni di temperatura che provocherebbero un indebolimento del campo. Ad esempio se la temperatura sale, le direzioni degli atomi magnetici cambiano. Nel caso in cui il peso non dovesse venire riadattato per pareggiare, l’equilibrio si sposterebbe fuori dalla fascia di stabilità e la trottola cadrebbe. A causa di questa limitazione, la regolazione risulta particolarmente sensibile. Per questo motivo il peso della trottola deve essere continuamente variato (nell'ordine dello 0,3% del peso della trottola) anche con prove distanti pochi minuti.

#### La caduta della trottola
La trottola ruota saldamente in una fascia compresa tra le 25 e le 30 rivoluzioni al secondo. Risulta totalmente instabile sopra le 35-40 e sotto le 18 rivoluzioni al secondo. Dopo che la trottola viene fatta ruotare, sale, discende e decelera gradualmente a causa dell’attrito prodotto dall'aria. Dopo pochi minuti raggiunge il limite più basso di stabilità (18 rps) e cade. 
La durata della rotazione può essere aumentata collocando la trottola nel vuoto.
In alcuni esperimenti eseguiti nel vuoto, la trottola è caduta dopo circa 30 minuti.  La causa non è chiara: potrebbe essere il cambiamento della temperatura a spingere l'equilibrio al di fuori della fascia di stabilità, oppure la presenza di alcuni minuscoli rimasugli di instabilità a lungo termine, poiché la trottola non ruota abbastanza velocemente; o ancora il fatto che le oscillazioni dell'equipaggiamento del vuoto fanno oscillare il campo e conducono gradualmente la rotazione dell'asse fuori dalla direzione del campo.  La levitazione può essere considerevolmente prolungata soffiando dell'aria verso un collare appropriatamente dentellato e posto attorno alla parte esterna della trottola per conservare la frequenza di rotazione all'interno della fascia di stabilità.

### Spiegazione tecnica del funzionamento
Supponendo che il dipolo magnetico del polo della parte superiore della trottola {\displaystyle \upsilon } sia sempre orientato in direzione verticale verso il basso ({\displaystyle -z}) e il campo magnetico repulsivo {\displaystyle \beta } dal magnete di base sia principalmente orientato nella direzione verticale verso l’alto ({\displaystyle +z}) della regione di levitazione, l’energia potenziale {\displaystyle U}  verrà ottenuta con: {\displaystyle U=-\upsilon \cdot \beta +mgz=\mu \mathrm {B} _{z}+mgz}dove {\displaystyle mgz} è l'energia potenziale gravitazionale e {\displaystyle \mu \mathrm {B} _{z}} è la forza di sollevamento del dipolo magnetico.
Per ottenere una levitazione stabile, la forza di sollevamento {\displaystyle -\mu (\partial \mathrm {B} _{z}/\operatorname {\partial } \!z)} deve bilanciare il peso di {\displaystyle mg} superiore e l’energia potenziale del punto di levitazione deve essere al minimo. Se l’energia è al minimo, essa deve avere una curvatura positiva in ogni direzione oppure   {\displaystyle \mu (\partial ^{2}\mathrm {B} _{z}/\partial \!x_{i}^{2})>0}, dove {\displaystyle x_{i}} sono le tre direzioni x,y e z.
Tuttavia, si ha {\displaystyle \nabla ^{2}\mathrm {B} _{z}=0} in qualsiasi punto dello spazio libero, quindi la condizione minima di energia non può essere soddisfatta in qualsiasi direzione. Invece di un minimo, nell'energia potenziale c'è un punto di sella. Questa è solo una conseguenza del fatto che il campo magnetico nella regione di cattura è privo di divergenze e rotore.

## Come si usa
Il Levitron può essere molto difficile da usare. Ottenere il perfetto equilibrio della base e della trottola può richiedere molto tempo. Dopo vari esperimenti svolti in Laboratorio, l'Istituto di tecnologia del Massachusetts (in inglese: Massachusetts Institute of Technology, MIT) ha redatto una serie di istruzioni per facilitare l’utilizzo di questo dispositivo.

### Il livellamento della base di Levitron
Il livellamento della base di Levitron deve essere regolato per essere esattamente al livello di gravità.
Se il magnete di base del Levitron non è allineato con la forza di gravità, la trottola oscillerà più volte su uno stesso lato.
Se la trottola si muove su uno stesso lato, la gamba della base di quel lato va allentata di almeno due giri. Se una gamba è alta, è possibile abbassare anche le gambe sugli altri due lati.
Occorre continuare a regolare le gambe della base finché non sono presenti queste 3 condizioni:
1. La trottola gira ogni volta su diversi lati,
2. La trottola si libra per un po’ per poi muoversi nello stesso lato,
3. La trottola si libra e non vola via.

Se si raggiunge il punto 1, è il momento di procedere alla scelta del peso della rondella di Levitron.
Se si raggiunge il punto 2, è il momento di regolare l’altezza delle gambe della base leggermente: può bastare mezzo giro.
Se si raggiunge il punto 3, il piano per la base del Levitron è allineato.

### Correggere il peso di Levitron
Nel caso in cui non si sia mai usato Levitron, la prima cosa che si deve fare è mettere la trottola sul piatto. Molto probabilmente la trottola del Levitron non si alzerà subito dalla base e in questo caso, si deve procedere alleggerendo il peso utilizzando rondelle più leggere.
Se al giro successivo, la trottola non si solleva dalla base, bisogna alzare un pochino la base e alleggerire ulteriormente il peso della trottola scegliendo una rondella più leggera. Se la trottola si solleva dalla base con eccessiva forza, e la base è allineata con la forza di gravità (vedi le istruzioni di livellamento), il peso deve essere aumentato a metà giro. Occorre continuare questa ricerca binaria fino a quando la trottola non si trova abbastanza distaccata dalla base o si libra per un po' prima di muoversi in direzioni casuali.
Se la trottola si trova in una di queste condizioni, è il momento di variare leggermente il peso. Se la trottola è troppo pesante, si può provare a diminuire di poco il peso con una rondella più leggera. Se trottola rimbalza sul piatto, probabilmente c’è solo bisogno di rimuovere una rondella. Se la trottola è troppo leggera, si può provare ad aggiungere una rondella. Le rondelle fanno più differenza di quanto ci si aspetterebbe. Alla fine, si dovrebbe trovare il peso corretto.
Se non è la prima volta che si utilizza il Levitron, bisogna iniziare con la rondella che era in precedenza sulla trottola e utilizzare lo stesso metodo di ricerca descritto nella sezione precedente. Il campo magnetico e il peso necessario dipendono entrambi dalla temperatura. Se è una giornata più fredda, probabilmente occorrerà del peso. Se è una giornata calda, probabilmente sarà necessario rimuovere del peso.
Quando tutto sarà perfettamente bilanciato, la trottola leviterà appena sopra il magnete di base.

## Esperimenti svolti con misure standard di Levitron
Per le basi che sono quasi tutte formate da materiale magnetico, il rapporto {\displaystyle \mu /m}, momento magnetico per unità di massa, è essenzialmente materiale.
Ecco qui descritti alcuni parametri principali per ottenere una trottola sperimentale di Levitron e stazionaria, sia sul magnete di base di Levitron che su un magnete di base circolare regolabile.
La trottola senza fusto è stata sviluppata in modo che la sua inerzia rotazionale possa essere determinata in modo più preciso dalla sola geometria. Invece di utilizzare le diverse rondelle, la regolazione si ottiene cambiando lo spazio tra due anelli magnetici che compongono la base. 
L'inerzia rotazionale della trottola del Levitron, con le rondelle, è stata determinata usando un filo di torsione.
Sotto sono presentati tre dei casi che Martin D. Simon, Lee O. Heflinger e S. L. Ridgway hanno misurato e confrontato con la teoria lineare e la simulazione al computer.

|                                                     | Base e parte superiore di Levitron                                          | Esperienza base tipo 1, parte superiore di Levitron                         | Esperienza base tipo 2, parte superiore di Levitron senza fusto              |
| --------------------------------------------------- | --------------------------------------------------------------------------- | --------------------------------------------------------------------------- | ---------------------------------------------------------------------------- |
| massa della parte superiore {\displaystyle m}       | {\displaystyle 0.021} {\displaystyle 35} {\displaystyle kg}                 | {\displaystyle 0.021} {\displaystyle 35} {\displaystyle kg}                 | {\displaystyle 0.0152} {\displaystyle kg}                                    |
| momento magnetico {\displaystyle \mu }              | {\displaystyle 0.65} {\displaystyle \mathrm {A} m^{2}}                      | {\displaystyle 0.65} {\displaystyle \mathrm {A} m^{2}}                      | {\displaystyle 0.46} {\displaystyle \mathrm {A} m^{2}}                       |
| {\displaystyle \mu /m}                              | {\displaystyle 30.4} {\displaystyle \mathrm {A} m^{2}/kg}                   | {\displaystyle 30.4} {\displaystyle \mathrm {A} m^{2}/kg}                   | {\displaystyle 30.3} {\displaystyle \mathrm {A} m^{2}/kg}                    |
| inerzia di rotazione {\displaystyle \mathrm {I} }   | {\displaystyle 2.20\times 10^{-}6} {\displaystyle kg} {\displaystyle m^{2}} | {\displaystyle 2.20\times 10^{-}6} {\displaystyle kg} {\displaystyle m^{2}} | {\displaystyle 1.63\times 10^{-}6} {\displaystyle kg} {\displaystyle m^{2}}  |
| inerzia traversale {\displaystyle \mathrm {I} _{t}} | {\displaystyle 1.32\times 10^{-}6} {\displaystyle kg} {\displaystyle m^{2}} | {\displaystyle 1.32\times 10^{-}6} {\displaystyle kg} {\displaystyle m^{2}} | {\displaystyle 0.865\times 10^{-}6} {\displaystyle kg} {\displaystyle m^{2}} |
| {\displaystyle \mathrm {I} _{t}/\mathrm {I} }       | {\displaystyle 0.60}                                                        | {\displaystyle 0.60}                                                        | {\displaystyle 0.53}                                                         |
| {\displaystyle r_{eff}}                             | {\displaystyle 0.0102} {\displaystyle m}                                    | {\displaystyle 0.0102} {\displaystyle m}                                    | {\displaystyle 0.0104} {\displaystyle m}                                     |
| {\displaystyle \mathrm {B} 0}                       | {\displaystyle 0.0136} {\displaystyle T}                                    | {\displaystyle 0.0205} {\displaystyle T}                                    | {\displaystyle 0.0173} {\displaystyle T}                                     |
| {\displaystyle S}                                   | {\displaystyle -0.322} {\displaystyle T/m}                                  | {\displaystyle -0.322} {\displaystyle T/m}                                  | {\displaystyle -0.324} {\displaystyle T/m}                                   |
| {\displaystyle K}                                   | {\displaystyle 1.12} {\displaystyle T/m^{2}}                                | {\displaystyle 0.594} {\displaystyle T/m^{2}}                               | {\displaystyle 1.05} {\displaystyle T/m^{2}}                                 |
| {\displaystyle \eta }                               | {\displaystyle 0.70}                                                        | {\displaystyle 1.12}                                                        | {\displaystyle 0.45}                                                         |
| {\displaystyle \vartheta _{max}}                    | {\displaystyle 0.87}                                                        | {\displaystyle 0.84}                                                        | {\displaystyle 0.89}                                                         |
| Limite di frequenza superiore                       |                                                                             |                                                                             |                                                                              |
| teoria lineare                                      | {\displaystyle 227} {\displaystyle rad/s}                                   | {\displaystyle 412} {\displaystyle rad/s}                                   | {\displaystyle 321} {\displaystyle rad/s}                                    |
| simulazione                                         | {\displaystyle 251} {\displaystyle rad/s}                                   | {\displaystyle 436} {\displaystyle rad/s}                                   | {\displaystyle 327} {\displaystyle rad/s}                                    |
| esperimento                                         | {\displaystyle 254} {\displaystyle rad/s}                                   | {\displaystyle 332} {\displaystyle rad/s}                                   | {\displaystyle 291} {\displaystyle rad/s}                                    |
| Limite di frequenza inferiore                       |                                                                             |                                                                             |                                                                              |
| parte superiore                                     | {\displaystyle 98} {\displaystyle rad/s}                                    | {\displaystyle 120} {\displaystyle rad/s}                                   | {\displaystyle 102} {\displaystyle rad/s}                                    |
| simulazione                                         | {\displaystyle 98} {\displaystyle rad/s}                                    | {\displaystyle 120} {\displaystyle rad/s}                                   | {\displaystyle 103} {\displaystyle rad/s}                                    |
| esperimento                                         | {\displaystyle 114} {\displaystyle rad/s}                                   | {\displaystyle 129} {\displaystyle rad/s}                                   | {\displaystyle 122} {\displaystyle rad/s}                                    |

In generale, i risultati sperimentali concordano con la teoria e la simulazione entro il 20%. Nella maggior parte dei casi, l'esperimento non raggiunge il numero di giri al secondo, o limite di frequenza calcolato e, in nessun caso raggiunge il limite di frequenza inferiore.

### Esperimento svolto da T.B. Jones, M. Washizu e R. Gans
Sintesi delle posizioni calcolate e misurate degli zeri e dei massimi di campo magnetico assiale Bz, più i limiti degli equilibri stabili della piastra di base Levitron® in dotazione e con lamiera d'acciaio laminata a freddo di 15 cm quadrati e spessa 6,35 mm.
|                                           | Posizione 0 di Bz                    | Posizione del massimo di Bz             | Limite inferiore dell'equilibrio stabile                                                                 | Limite superiore dell'equilibrio stabile                                                                 |
| ----------------------------------------- | ------------------------------------ | --------------------------------------- | --- | --- |
| Senza piastra di base                     | {\displaystyle 5} {\displaystyle mm} | {\displaystyle 23.5} {\displaystyle mm} | Calcolato: {\displaystyle 40} {\displaystyle mm} Misurato: {\displaystyle 39.5} {\displaystyle mm^{a}}   | Calcolato: {\displaystyle 47} {\displaystyle mm} Misurato:{\displaystyle 42} {\displaystyle mm^{a}}      |
| Con lamiera d'acciaio di spessore 6,35 mm | {\displaystyle 2} {\displaystyle mm} | {\displaystyle 20} {\displaystyle mm}   | Calcolato: {\displaystyle 36.5} {\displaystyle mm} Misurato: {\displaystyle 36.5} {\displaystyle mm^{a}} | Calcolato: {\displaystyle 40.5} {\displaystyle mm} Misurato: {\displaystyle 39.5} {\displaystyle mm^{a}} |

I valori qui forniti sono certamente al di sotto del limite massimo